# Венков, Спас
Спас Венков (болг. Спас Венков, нем. Spas Wenkoff; 23 сентября 1928, Тырново — 12 августа 2013, Бад-Ишль) — болгарский и австрийский оперный, оперетный и камерный певец (тенор). Почетный гражданин города Велико-Тырново.
Получил музыкальное образование в Болгарии, ГДР и СССР. Его дебют состоялся в 1954 году в оперном театре его родного города Тырново. В 1960-х годах Венков переехал в Восточную Германию, где выступал в оперных театрах Берлина, Дрездена, Магдебурга и других городов. С 1976 по 1984 год Венков состоял в труппе Берлинской государственной оперы. Выступал на сцене ведущих мировых оперных театров: в том числе нью-йоркской Метрополитен-опере, лондонском Ковент-Гардене, Венской государственной опере и театре Колон в Буэнос-Айресе. Неоднократно участвовал в Байрейтском фестивале. Наибольшую известность Венков приобрёл как исполнитель теноровых партий в вагнеровских операх, в том числе Тангейзера, Тристана, Зигмунда и Зигфрида. В 1984 году получил австрийское гражданство. Последние годы жизни прожил в курортном городке Бад-Ишль.